# Ana do Carmo Caldas
Ana do Carmo Caldas es una deportista portuguesa que compite en remo. Ganó una medalla de oro en el Campeonato Mundial de Remo en Sala de 2021, en la prueba de 500 m.

## Palmarés internacional
| Campeonato Mundial | Campeonato Mundial | Campeonato Mundial | Campeonato Mundial |
| Año                | Lugar              | Medalla            | Prueba             |
| ------------------ | ------------------ | ------------------ | ------------------ |
| 2021               | Sede virtual       | Medalla de oro     | 500 m              |